# Llanfairfechan
Llanfairfechan is een plaats in de Welshe county borough Conwy.

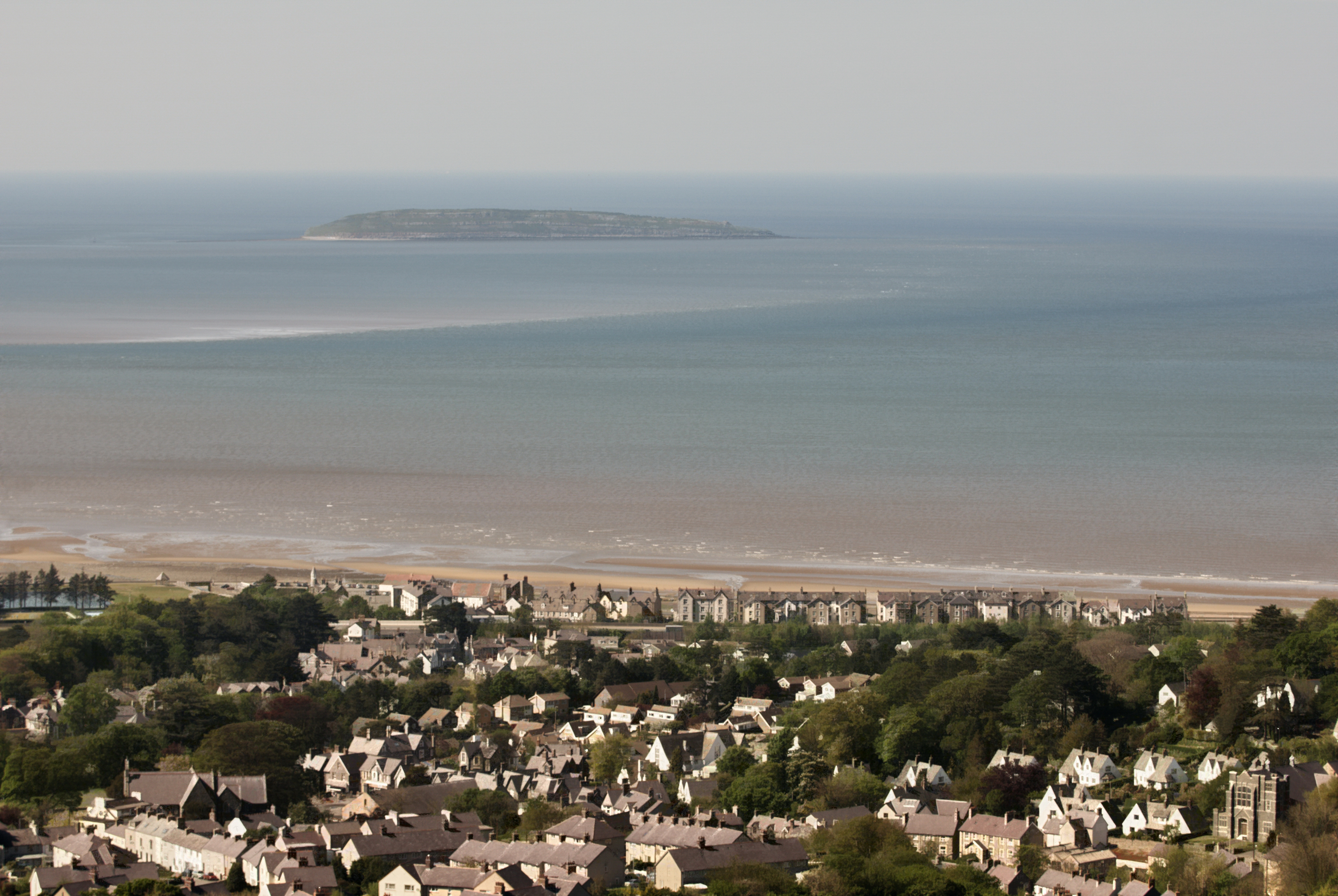
Panorama

Llanfairfechan telt 3755 inwoners.